# Rüti (Glaris)
Rüti fue hasta el 31 de diciembre de 2010 una comuna suiza del cantón de Glaris.
Desde el 1 de enero de 2011 es una localidad de la nueva comuna de Glaris Sur al igual que las antiguas comunas de Betschwanden, Braunwald, Elm, Engi, Haslen, Linthal, Luchsingen, Matt, Mitlödi, Schwanden, Schwändi y Sool.

## Geografía
Rüti se encuentra situada al sur del cantón de Glaris, y es atravesada por el río Linth. La antigua comuna limitaba al norte y este con la comuna de Betschwanden, al sur con Linthal, y al oeste con Braunwald.

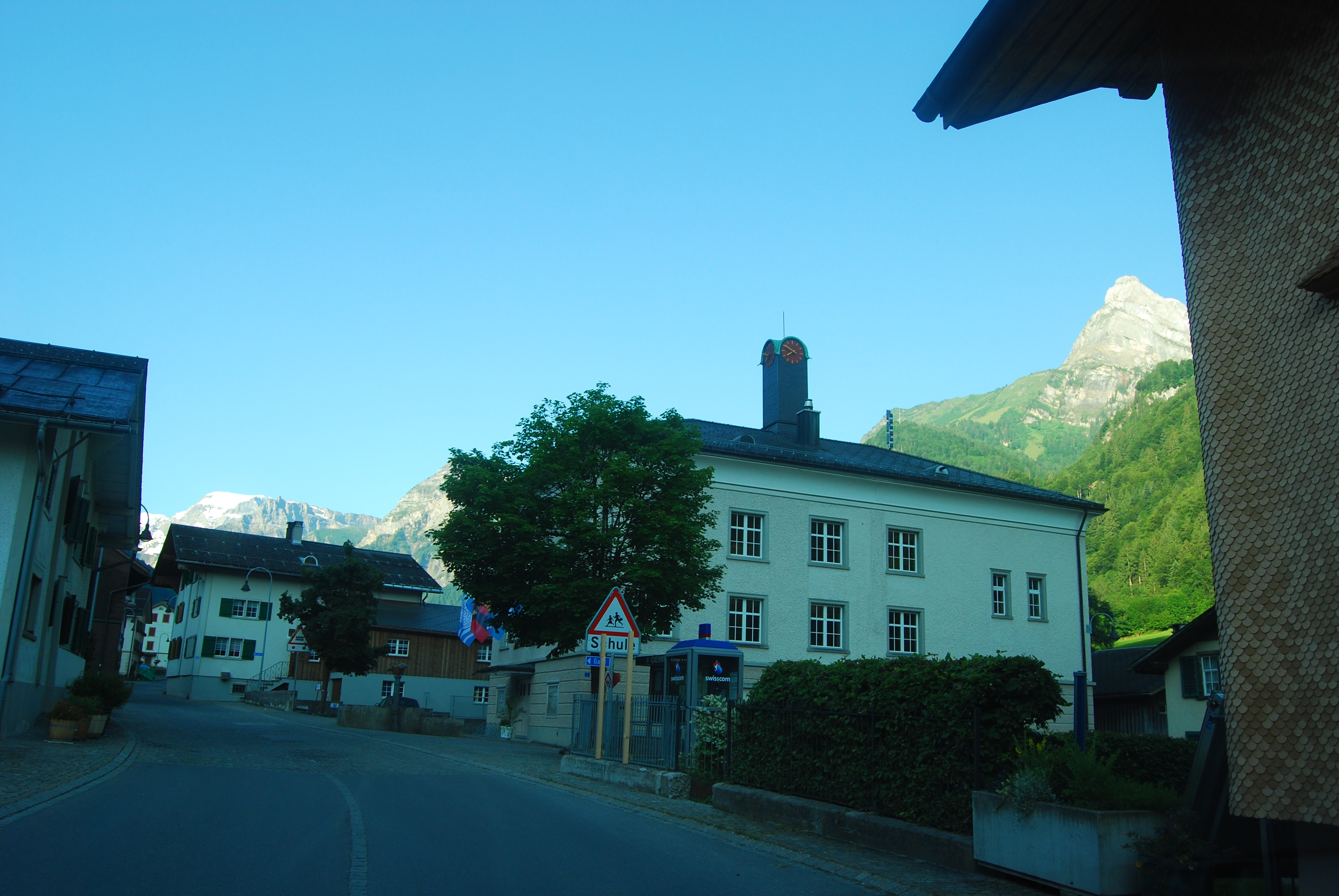
Rüti

## Transportes
Ferrocarril
Cuenta con un apeadero ferroviario en el que efectúan parada trenes de ámbito regional que le permiten comunicarse con otras localidades cercanas y el resto de comunas del cantón.